# Thierberg (Tirol)
Der Thierberg ist ein 721 m ü. A. hoher Berg im Norden der Stadt Kufstein bzw. südwestlich von Kiefersfelden und erstreckt sich somit über die Staatsgrenze zwischen Österreich und Deutschland, liegt aber zum allergrößten Teil in Tirol. Der Thierberg wird von mehreren Seen umgeben: Egelsee, Hechtsee, Längsee und Pfrillsee.
Der Thierberg ist namensgebend für die Ortschaft und Katastralgemeinde Thierberg, die lange Zeit selbständig war, bevor sie von Kufstein eingemeindet wurde.
Auf dem Berg befindet sich die Burg Thierberg (721 m ü. A.). Sie wurde um ca. 1280 von den Freundsbergern erbaut. Später wurde sie zu einem beliebten Wallfahrtsziel. Neben der Ruine befindet sich die gleichnamige Thierbergkapelle, welche seit Jahrhunderten von einem Einsiedler bewohnt und gepflegt wird. Seit Anfang der 2000er Jahre kann die Burgruine innerhalb über eine hölzerne Treppe bestiegen werden. Oben auf dem neu errichteten Dach hat man einen 360° Rundblick auf das Inntal. Erreichbar ist die Kapelle und die Burgruine u. a. über den Gasthof Neuhaus. Von dort führt ein ca. 25-minütiger Kreuzweg hinauf. Ein weiterer Weg beginnt am Hechtsee, von dem ein Waldweg zunächst zu einer weiteren Weggabelung und dann über den Hof Aschau auf der Rückseite der Burgruine hochführt.

## Fotos

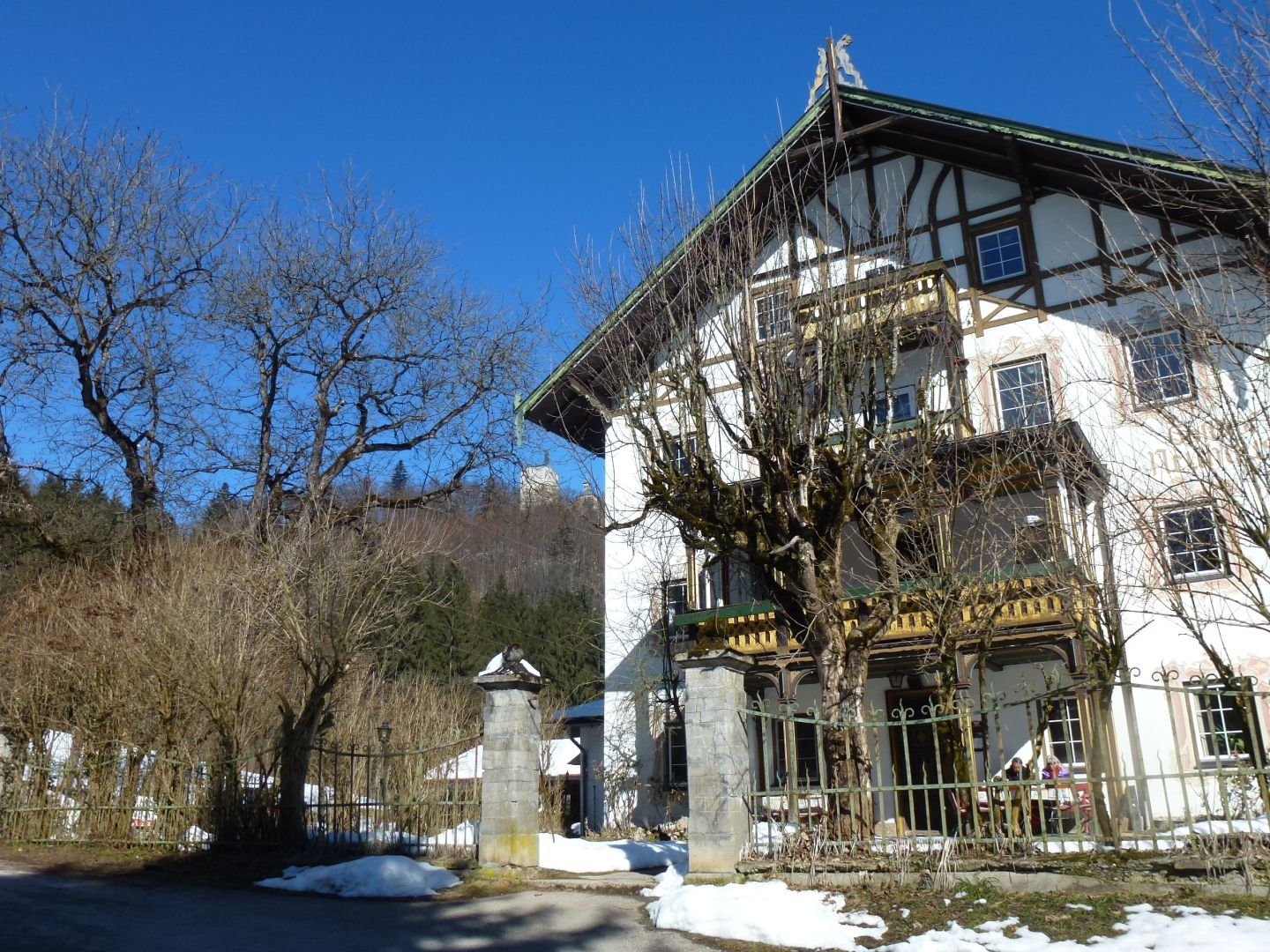
Gasthaus Neuhaus, die Ruine im Hintergrund
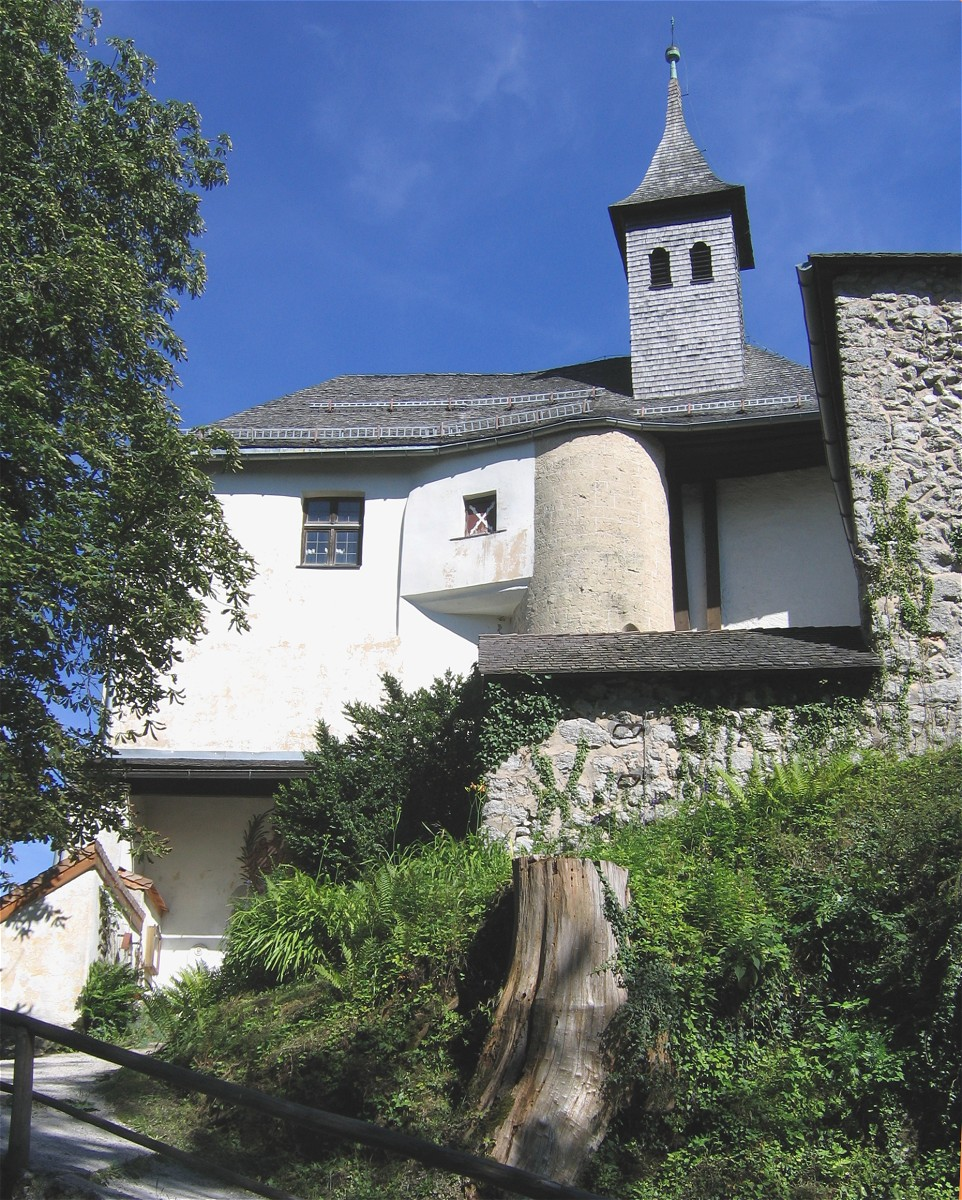
Thierbergkapelle
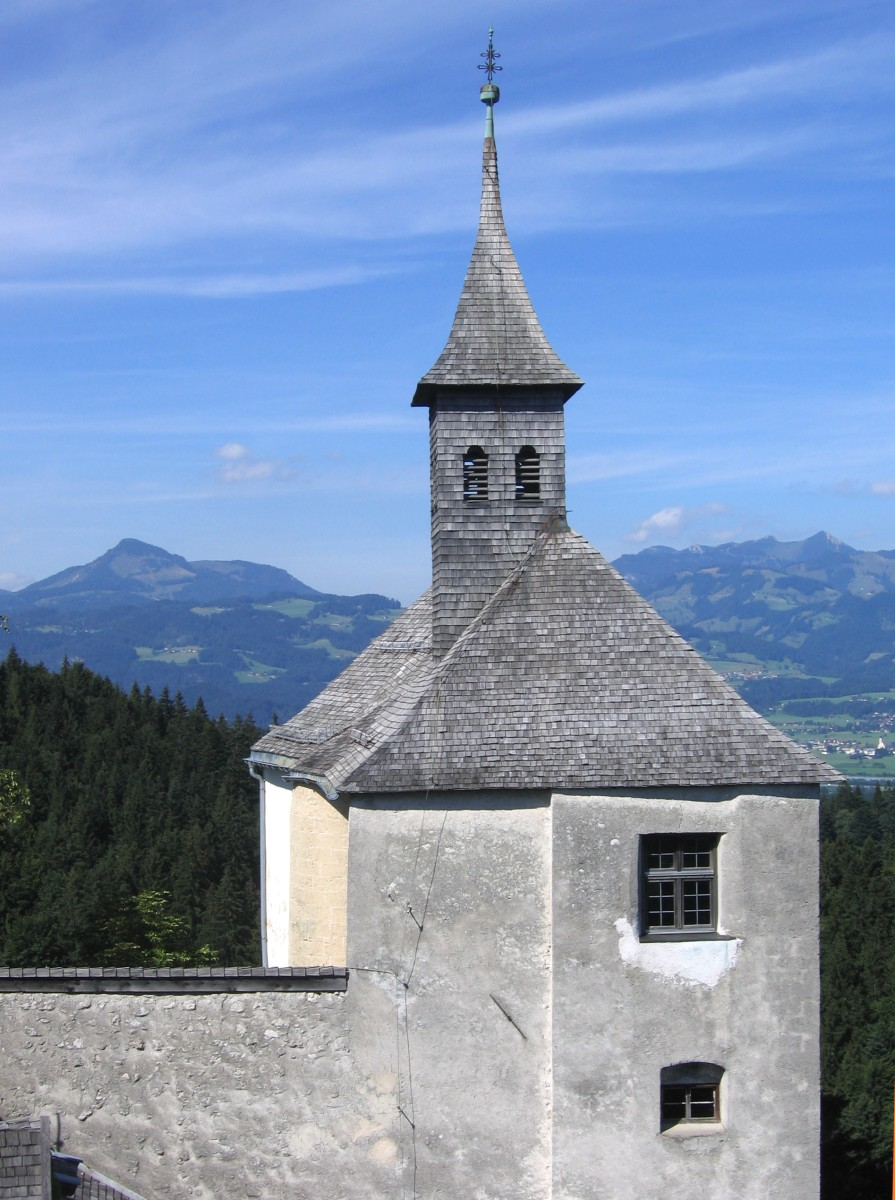
Thierbergkapelle, im Hintergrund der Spitzstein (links) und der Geigelstein
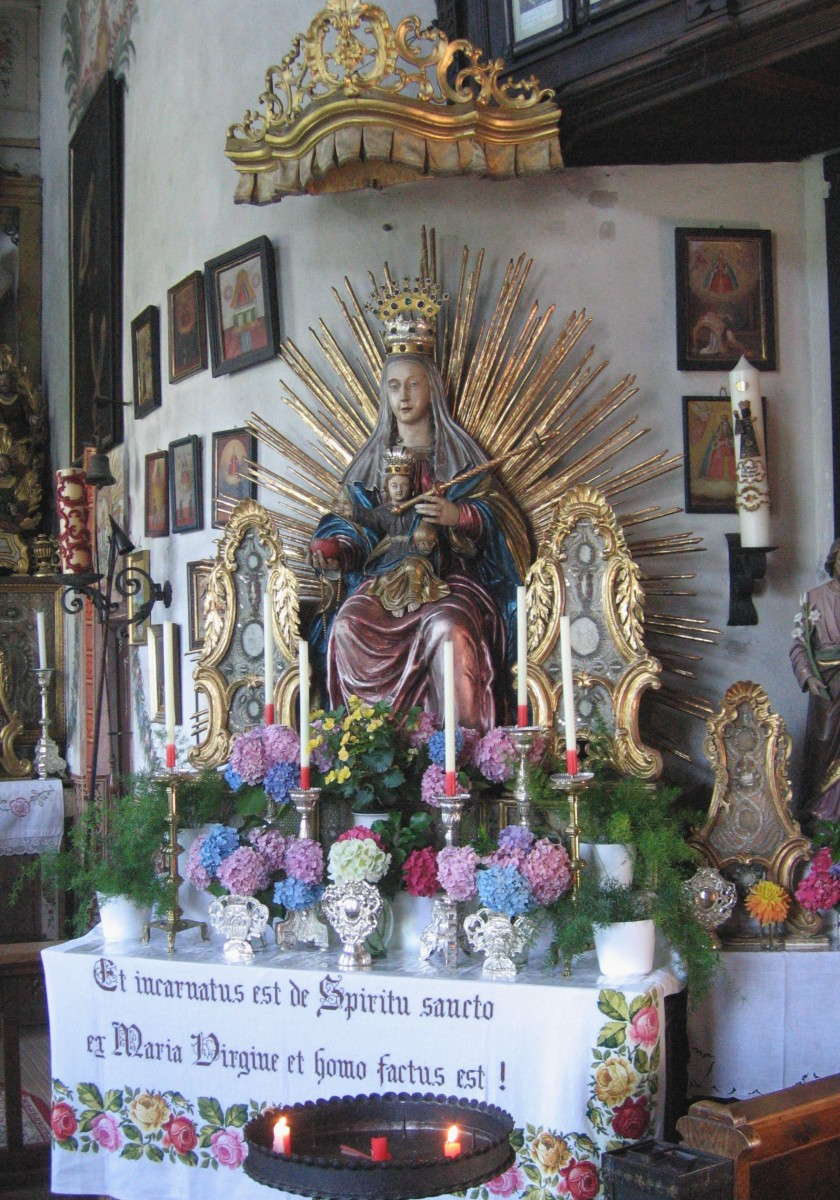
Thierbergkapelle, Marienaltar
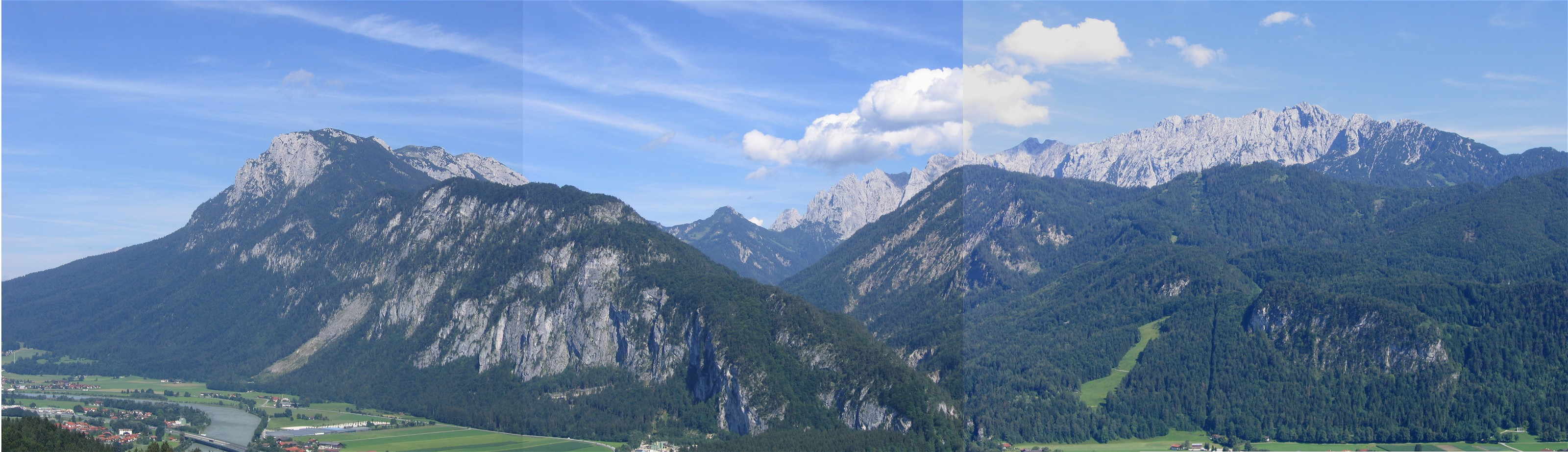
Kaisergebirge vom Thierberg aus gesehen